# Troutman
Troutman is een plaats (town) in de Amerikaanse staat North Carolina, en valt bestuurlijk gezien onder Iredell County.

## Demografie
Bij de volkstelling in 2000 werd het aantal inwoners vastgesteld op 1592.
In 2006 is het aantal inwoners door het United States Census Bureau geschat op 1749, een stijging van 157 (9,9%).

## Geografie
Volgens het United States Census Bureau beslaat de plaats een oppervlakte van
5,4 km², geheel bestaande uit land. Troutman ligt op ongeveer 271 m boven zeeniveau.

## Plaatsen in de nabije omgeving
De onderstaande figuur toont nabijgelegen plaatsen in een straal van 20 km rond Troutman.